# Ногинск (станция)

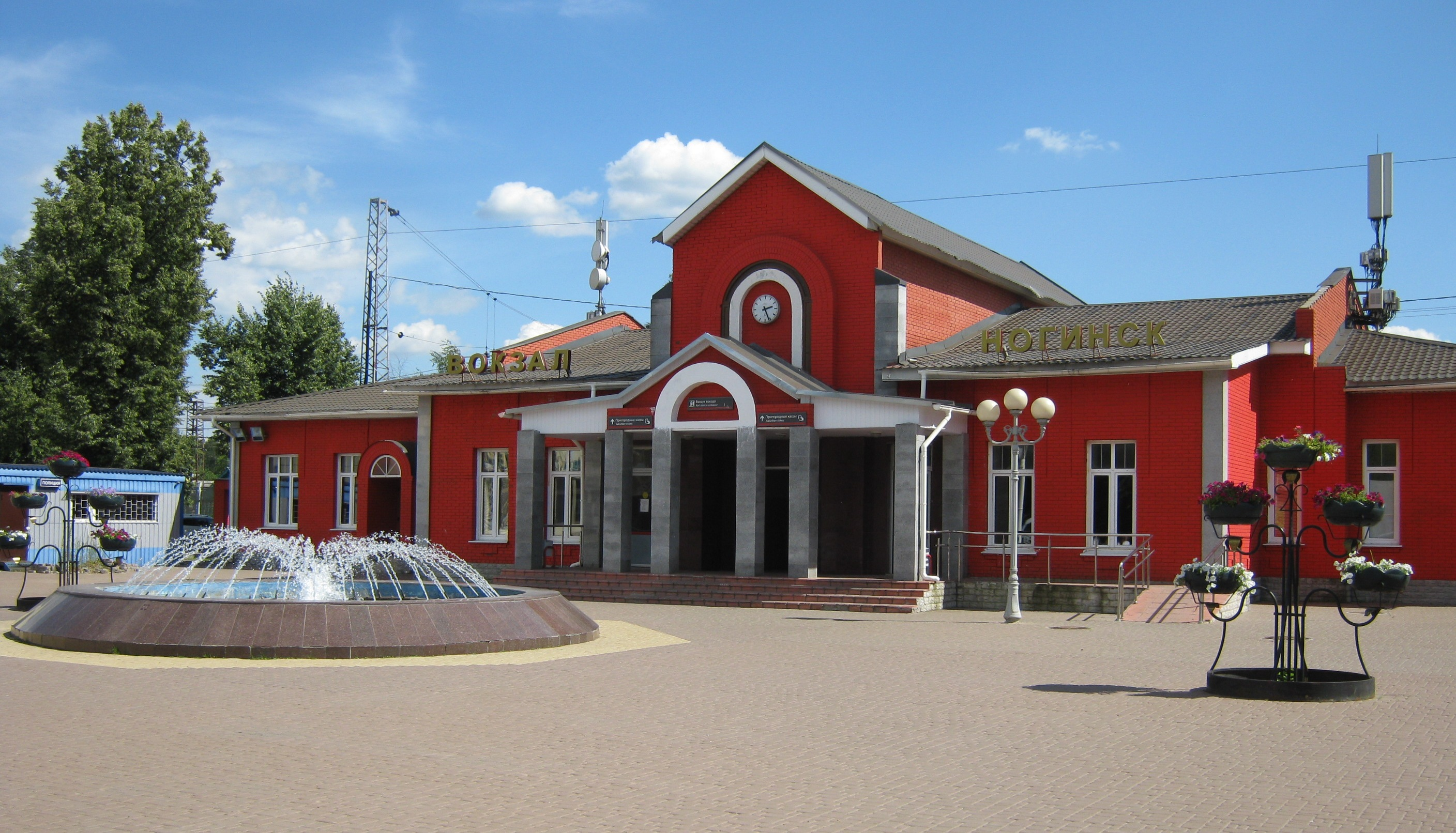
Вокзал станции Ногинск

Ноги́нск — железнодорожная станция Горьковского направления Московской железной дороги в одноимённом городе Богородского городского округа Московской области. Входит в Московско-Курский центр организации работы железнодорожных станций ДЦС-1 Московской дирекции управления движением. По основному характеру работы является грузовой, по объёму работы отнесена ко 2 классу.

## Описание
Находится на тупиковом ответвлении от станции Фрязево главного хода, является последней станцией общего пользования на этом ответвлении.
Всего в границах станции находятся два остановочных пункта:
- Одноимённая платформа Ногинск. Является конечной для двух и промежуточной для 16 пар поездов ежедневно. Время движения пригородного поезда с Курского вокзала — около 1 часа 30 минут; экспресса — около 1 час 10 минут.
- Тупиковая платформа Захарово (в парке Захарово на севере станции). Основная конечная электропоездов от Москвы.

Ежегодно отправляет около 477254[уточнить] пассажиров в пригородном сообщении.
Основная платформа Ногинск оборудована турникетами, огорожена.
Над станцией проходит железобетонный пешеходный мост.
Неподалёку от платформы Ногинск находится автовокзал города Ногинска. К востоку от станции расположен железнодорожный переезд.
От станции отходит подъездной путь (ППЖТ) необщего пользования значительной длины далее на Черноголовку.

## История
При постройке железной дороги от Москвы до Нижнего Новгорода было предложено провести путь через город Богородск, но местные фабриканты, опасаясь, что железная дорога пожжет на дрова все леса и тем лишит фабрики отопления, предложение это отклонили и линия пошла от Обираловки на Павлово.
Только благодаря А. И. Морозову и частично другим, более мелким фабрикантам, тоже вошедшим в долю, была построена железнодорожная ветка Богородск — Стёпаново (сейчас Фрязево). Городу пришлось бесплатно отвести землю под полотно железной дороги и отпустить 30 000 рублей на постройку вокзала (здание построено в 1894 году).
31 мая 1885 года решение о строительстве Богородской ветки было утверждено, 10 июля было начато строительство, а 3 декабря по линии пошли первые поезда. Они ходили три раза в сутки до Москвы и три раза обратно до Богородска.
В 1930 году станция вместе с городом получила название Ногинск.
4 июля 2007 года было открыто реконструированное здание вокзала. В ходе работ деревянные стены были заменены на кирпичные, фундамент здания усилен монолитными железобетонными обоймами, фасад выполнен из износостойкого красного кирпича. Также полностью были заменены чердачные перекрытия, деревянные окна заменили на оконные блоки с профилями из ПВХ. Также были установлены турникеты.